# Suiso Frontier
Die Suiso Frontier ist der weltweit erste kommerziell genutzte Wasserstofftanker.

## Beschreibung
Im Februar 2016 gründeten die Unternehmen Iwatani Corporation, Kawasaki Heavy Industries, Shell Japan und Electric Power Development (J-POWER) das Gemeinschaftsunternehmen HySTRA, dem sich 2018 das Handelsunternehmen Marubeni und 2019 ENEOS und die Reederei Kawasaki Kisen Kaisha (“K” LINE) anschlossen. Zusammen wurde eine Lieferkette für die Herstellung von Wasserstoff aus australischer Braunkohle, deren Verflüssigung und dem anschließenden Seetransport mit einem geeigneten Tanker zum japanischen Terminal in Kobe entwickelt und aufgebaut.
Dem Bau des weltweit ersten seegehenden Wasserstofftankers für größere Seestrecken ging die Entwicklung geeigneter schiffsseitiger Wasserstofftanks und eines vakuumisolierten Rohrleitungssystems seitens Kawasaki Heavy Industries voraus. Kawasaki baute dabei auf dem Know-how aus dem seit langem betriebenen Bau von LNG-Tankern auf. Die Suiso Frontier kann pro Reise 75 Tonnen auf minus 253 °C gekühlten und dadurch verflüssigten Wasserstoff transportieren. Die Suiso Frontier wird im regelmäßigen Gastransport von Australien nach Kōbe in Japan eingesetzt. Sie traf am 20. Januar 2022 erstmals im Hafen von Hastings (Australien) ein, um die erste für Japan bestimmte Ladung Wasserstoff aufzunehmen. Am 25. Januar 2022 kam es bei der Wasserstoffübernahme aufgrund eines Magnetventilschadens zu einer Flammenerscheinung an Deck, die vom Australian Transport Safety Bureau untersucht wurde.
Im Juli 2022 wurde das Schiff mit dem „Ship of the Year Award 2021“ der Japan Society of Naval Architects and Ocean Engineers (JASNAOE) ausgezeichnet.